# Bộ Điểu (鳥)
Bộ Điểu, bộ thứ 196 có nghĩa là "chim" là 1 trong 6 bộ có 11 nét trong số 214 bộ thủ Khang Hy.
Trong Từ điển Khang Hy có 750 chữ (trong số hơn 40.000) được tìm thấy chứa bộ này.

## Tự hình Bộ Điểu (鳥)

Giáp cốt văn
Kim văn
Tiểu triện

## Chữ thuộc Bộ Điểu (鳥)
| Số nét bổ sung | Chữ Hán phồn thể | Chữ Hán giản thể                       |
| -------------- | --- | -------------------------------------- |
| 0              | 鳥 | 鸟                                     |
| 1              | 鳦 |                                        |
| 2              | 䲥 鳧 鳨 鳩 鳪 鳫 鳬 鳭 鳮 鳯 鳰 | 鸠 鸡                                  |
| 3              | 䲦 䲧 䲨 䲩 䲪 䲫 鳱 鳲 鳳 鳴 鳵 鳶 | 鸢 鸣 鸤                               |
| 4              | 䲬 䲭 䲮 䲯 䲰 䲱 䲲 䲳 䲴 䲵 䲶 䲷 䲸 䴓 鳷 鳸 鳹 鳺 鳻 鳼 鳽 鳾 鳿 鴀 鴁 鴂 鴃 鴄 鴅 鴆 鴇 鴈 鴉 鴋 鴌 鴍 鴎                                                 | 鸥 鸦 鸧 鸨 鸩                         |
| 5              | 䲹 䲺 䲻 䲼 䲽 䲾 䲿 䳀 䳁 䳂 䳃 䳄 䳅 䳆 䳇 䳈 䳉 䳊 鴊 鴏 鴐 鴑 鴒 鴓 鴔 鴕 鴖 鴗 鴘 鴙 鴚 鴛 鴜 鴝 鴞 鴟 鴠 鴡 鴢 鴣 鴤 鴥 鴦 鴧 鴨 鴩 鴪 鴫 鴬             | 鸪 鸫 鸬 鸭 鸮 鸯 鸰 鸱 鸲 鸳 鸴 鸵 鸶 |
| 6              | 䳋 䳌 䳍 䳎 䳏 䳐 䳑 䳒 䳓 䳔 䴔 䴕 鴭 鴮 鴯 鴰 鴱 鴲 鴳 鴴 鴵 鴶 鴷 鴸 鴹 鴺 鴻 鴼 鴽 鴾 鴿 鵀 鵁 鵂 鵃 鵄 鵅 鵆 鵇 鵈 鵉                                     | 鸷 鸸 鸹 鸺 鸻 鸼 鸽 鸾 鸿             |
| 7              | 䳕 䳖 䳗 䳘 䳙 䳚 䳛 䳜 鵊 鵋 鵌 鵍 鵎 鵏 鵐 鵑 鵒 鵓 鵔 鵕 鵖 鵗 鵘 鵙 鵚 鵛 鵜 鵝 鵞 鵟 鵠 鵡 鵢 鵣 鵥                                                       | 鹀 鹁 鹂 鹃 鹄 鹅 鹆 鹇 鹈             |
| 8              | 䳝 䳞 䳟 䳠 䳡 䳢 䳣 䳤 䳥 䴖 鵦 鵧 鵨 鵩 鵪 鵫 鵬 鵭 鵮 鵯 鵰 鵱 鵲 鵳 鵴 鵵 鵶 鵷 鵸 鵹 鵺 鵻 鵼 鵽 鵾 鵿 鶀 鶁 鶂 鶃 鶄 鶅 鶆 鶇 鶈 鶉 鶊 鶋 鶌 鶍 鶎 鶏 鶑 | 鹉 鹊 鹋 鹌 鹍 鹎 鹏 鹐 鹑 鹒 鹓 鹔    |
| 9              | 䳦 䳧 䳨 䳩 䳪 䳫 䳬 䳮 䳯 䳰 䴗 鶐 鶒 鶓 鶔 鶕 鶖 鶗 鶘 鶙 鶚 鶛 鶜 鶝 鶞 鶟 鶠 鶡 鶢 鶣 鶤 鶥 鶦 鶧 鶨 鶩 鶪 鶫                                              | 鹕 鹖 鹗 鹙 鹚 鹛 鹜                   |
| 10             | 䳱 䳲 䳳 䳴 䳵 䳶 䴘 鶬 鶭 鶮 鶯 鶰 鶱 鶲 鶳 鶴 鶵 鶶 鶷 鶸 鶹 鶺 鶻 鶼 鶽 鶾 鶿 鷀 鷁 鷂 鷃 鷄 鷅 鷆 鷇 鷈 鷉 鷊 鷌 鷍 鷎 鷏                                  | 鹘 鹝 鹞 鹟 鹠 鹡 鹢 鹣 鹤 鶴          |
| 11             | 䳷 䳸 䳹 䳺 䳻 䳼 䳽 鷋 鷐 鷑 鷒 鷓 鷔 鷕 鷖 鷗 鷘 鷙 鷚 鷛 鷜 鷝 鷞 鷟                                                                                        | 鹥 鹦 鹧 鹨                            |
| 12             | 䳾 䳿 䴀 䴁 䴂 䴃 䴄 䴅 䴆 鷡 鷢 鷣 鷤 鷥 鷦 鷧 鷨 鷩 鷪 鷫 鷬 鷭 鷮 鷯 鷰 鷱 鷲 鷳 鷴 鷵 鷶 鷷 鷸 鷺 鷻 鷼 鷺                                                 | 鹩 鹪 鹫 鹬                            |
| 13             | 䴇 䴈 䴉 䴊 䴋 䴙 鷹 鷽 鷾 鷿 鸀 鸁 鸂 鸃 鸄 鸅 鸆 鸇 鸈 鸉 鸊                                                                                                 | 鹭 鹮 鹯 鹰                            |
| 14             | 䴌 䴍 鸋 鸌 鸍 鸎 鸏 鸐 鸑 鸒 | 鹱 鹲                                  |
| 15             | 䴎 鸓 鸔 |                                        |
| 16             | 䴏 鸕 鸖 鸗 |                                        |
| 17             | 鸘 鸙 鸚 | 鹳 鹴                                  |
| 18             | 鸛 鸜 |                                        |
| 19             | 鸝 鸞 鸞 |                                        |
| 20             | 䴐 |                                        |
| 23             | 䴑 |                                        |
| 24             | 䴒 |                                        |